# Geografía de las Islas Malvinas

Las Islas Malvinas se encuentran en el Atlántico Sur Océano Atlántico entre 51 ° S y 53 ° S en una proyección de la Plataforma Patagónica, parte de la Plataforma continental Sudamericana. En el tiempo geológico antiguo, esta plataforma era parte de Gondwana, y hace unos 400 millones de años se separó de lo que hoy es África y se desvió hacia el oeste desde allí. Hoy las islas están sujetas a los Cuarenta Bramadores, vientos que dan forma tanto a su geografía como a su clima.
Las Malvinas comprenden dos islas principales, Isla Gran Malvina e Isla Soledad, y alrededor de 776 pequeñas islas.

## Geología
La historia geológica de las Islas Malvinas comenzó durante la era Precámbrico hace más de 1000 millones de años, cuando los granitos y gneises proterozoicos se establecieron en Gondwana. Estas rocas se convirtieron en parte de la Cabo Belgrano / formación y afloramiento en el Cabo. Durante la era Silúrico-Devónico, estas rocas fueron cubiertas con cuarzosas y areniscas subarkosicas con algunas limolitas y mudstone, rocas que son particularmente resistentes a la erosión y la intemperie, dando a estas partes de las islas una paisaje accidentado y costa

Ubicación de las Islas Malvinas en Gondwana

Las fuerzas tectónicas continuaron formando la región: se formó una cadena montañosa, parte de la cual ahora crea Alturas Rivadavia en la Isla Soledad y se extiende hacia el oeste a través de Isla Gran Malvina hacia las Islas Sebaldes. Se desarrolló una cuenca y se llenó de sedimentos terrígenos. Estas capas de arena y barro llenaron la cuenca al hundirse y, a medida que se endurecieron, produjeron las rocas sedimentarias del Grupo Lafonia de las Malvinas. Estas rocas son similares a las de la cuenca del Karoo del sur de África.
Hace unos 290 millones de años, en el período Carbonífero, una glaciación envolvió el área a medida que los glaciares avanzaban desde la región polar erosionando y transportando rocas. Estas rocas fueron depositadas como extensas morrenas y glaciales hasta, o se hundieron en el mar mientras el glaciar flotaba en una capa de hielo. Cuando los sedimentos glaciales se convirtieron en piedra formaron las rocas que ahora forman la Formación Fitzroy Till en las Malvinas. Las rocas idénticas se encuentran en el sur de África.
Durante la desintegración de Gondwana y la formación del Océano Atlántico hace unos 200 millones de años, pequeños fragmentos de la corteza que se convertirían en las Islas Malvinas se separaron del naciente continente africano y se desviaron hacia el oeste, dividiéndose y girando como lo hicieron antes de instalarse en la Plataforma Patagónica. La mayoría de las capas de Gran Malvina y sus islas circundantes están ligeramente inclinadas respecto a la horizontal. Esta inclinación muestra diferentes tipos de rocas en diferentes lugares. Las cuarcitas de Puerto Esteban y Puerto Argentino son más resistentes que los sedimentos arenosos de la formación en Bahía Fox. Las Montañas Hornby, cerca de Estrecho de San Carlos han experimentado fuerzas tectónicas de elevación y plegado que han inclinado los lechos de cuarcita de Stanley hacia la vertical.
Las rocas de periodos geológicos más recientes, como los periodos Jurásico, Cretáceo y Terciario, generalmente contienen rocas ricas en cal. La ausencia de tales rocas ha llevado a un sustrato ácido que se manifiesta en la naturaleza del suelo.

## Descripción topográfica

Mapa topográfico de las Islas Malvinas.

Las Islas Malvinas son un archipiélago de 778 islas con un área de 12 173 km² localizadas en el Océano Atlántico Sur en una proyección de la Plataforma Patagónica. Las dos islas principales, Isla Soledad y Gran Malvina, representan el 91% de la superficie terrestre. Estas dos islas, que tienen una distancia combinada de 220 km de este a oeste y 140 km de norte a sur, están separadas por el Estrecho de San Carlos, un canal que tiene un promedio de 20 km de ancho y tiene una profundidad típica de 40 metros. El Cabo Belgrano en Gran Malvina está aproximadamente a 400 km al noroeste de la punta de Tierra del Fuego; y Westpoint, también en Gran Malvina y adyacente a isla Remolinos, está aproximadamente a 500 km de la costa patagónica. 

### Isla Soledad

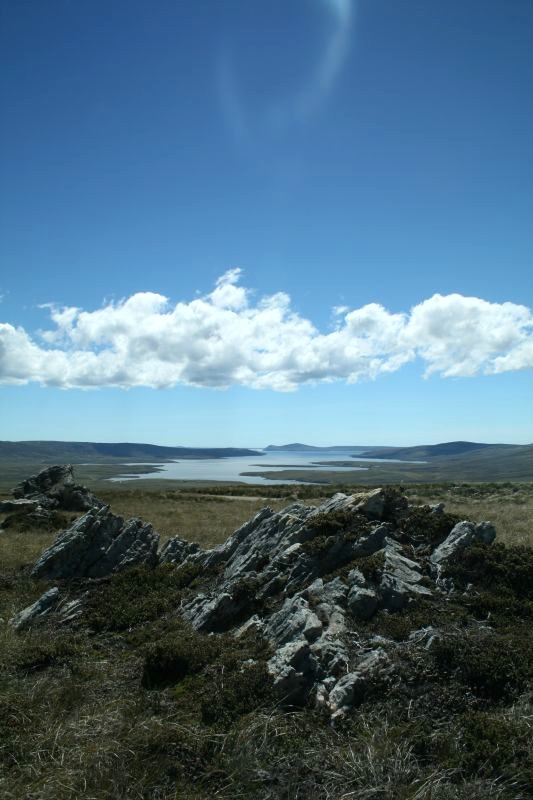
Bahía San Carlos, una de las muchas entradas en la isla Soledad. Las islas están fuertemente melladas por estrechos y fiordos

La Isla Soledad, que tiene un área de 6605 km², un poco más de la mitad del área total de las islas consiste en dos masas de tierra de tamaño aproximadamente igual - la parte del sur conocida como Lafonia, pero la parte del norte no tiene un nombre específico. Estas masas de tierra se unen por un istmo de ancho 2,2 km que separa dos fiordos, Seno Choiseul y Bahía de Ruiz Puente uno del otro. La costa de 1668,7 km de la isla tiene muchas bahías, ensenadas y promontorios más pequeños. Más del 70% de la población de las Islas Malvinas vive en la capital, Puerto Argentino, que se encuentra en la Isla Soledad.
La parte norte de la isla, además de la franja costera que bordea el Seno Choiseul, está ampliamente sustentada por las rocas Paleozoico en forma de cuarcita y pizarra, que tienden a formar paisajes accidentados y costas y hacer que el suelo sea pobre y ácido. El rango principal de colinas, el 600 m  Alturas Rivadavia se extiende desde el noreste hasta el sudoeste. El punto más alto del rango (también el punto más alto de las Malvinas) es Cerro Alberdi que tiene una altura de 705 m. El área lejos de la cadena montañosa consiste principalmente de terreno ondulado bajo, una mezcla de pastos y morass, con muchos [tarns] de agua dulce poco profundos, y pequeños arroyos que corren en los valles. Dos entradas, Bahía de la Anunciación y Puerto Groussac, se adentran en la tierra en el extremo noreste de la isla y proporcionan anclaje para el envío.
En contraste, Lafonia se basa en Mesozoico edad piedra arenisca, una roca más joven que la roca paleozoica en el norte, lo que le da un paisaje más plano que el que se ve en otras partes de la isla. Hojas de basalto líquido se introdujeron en las grietas que se formaron entre las capas sedimentarias. Las láminas solidificadas resultantes ahora se pueden ver en forma de diques que cortan las capas sedimentarias más antiguas, las que se encuentran principalmente en la parte sur de la Isla Soledad y en Sudáfrica.

### Gran Malvina
La Isla Gran Malvina tiene un área de 4532 km², por lo que es más pequeño que la Isla Soledad. El Monte Independencia, el punto más alto de la isla y parte de las Montañas Hornby, está a 700 m sobre el nivel del mar. Las montañas Hornby, que son la principal cadena en la isla, corren aproximadamente de norte a sur en paralelo al Estrecho de San Carlos.
 Geológicamente esta cadena es una continuación de las Alturas Rivadavia en la Isla Gran Malvina.
En la Isla Soledad hay varios diques que cortan las rocas de las islas occidentales, pero estos diques, a diferencia de los anteriores, son químicamente más inestables y se han erosionado. Las únicas indicaciones de su existencia son las depresiones lineales alineadas. En los márgenes de estas depresiones hay evidencia de formación de cocción por contacto o hornfels adyacente al dique de basalto una vez fundido.
La Isla Soledad es más accidentada en el lado más cercano a la Isla Soledad.
El punto más al sur de Gran Malvina es Cabo Belgrano, y el punto más al sudoeste es Punta Serena. En el lado sur se encuentran altos acantilados con una gran cantidad de aves marinas.

### Islas pequeñas

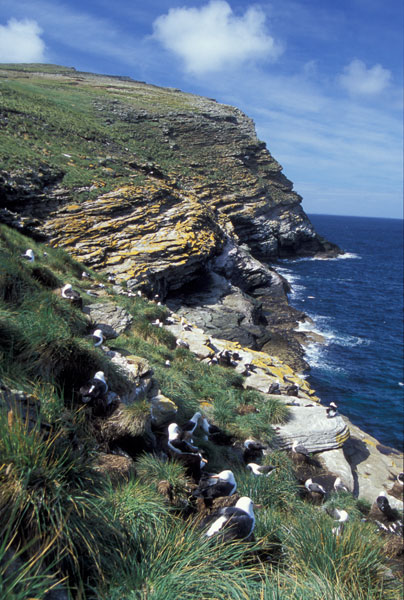
Colonia Albatros en la isla Remolinos

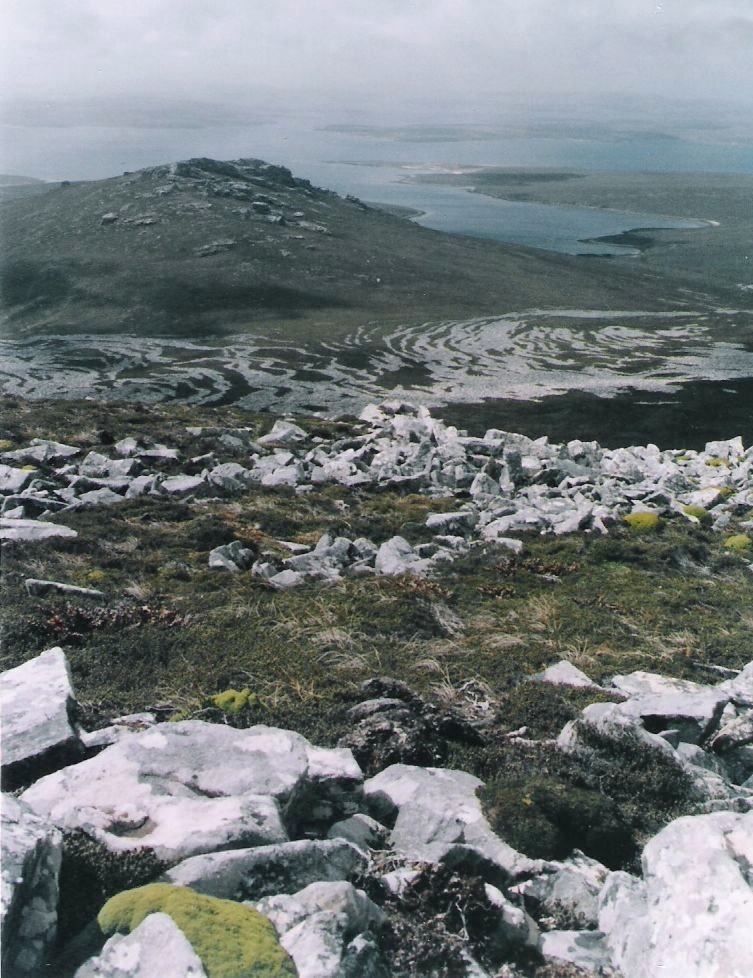
Río de piedra en la isla San José

Además de las dos islas principales, las Islas Malvinas tienen más de 700 islas adicionales, muchas de ellas no más de unas pocas hectáreas. Las islas al noroeste de Gran Malvina incluyen Isla Borbón (103 km²), Isla Vigía (36 km²), Trinidad (131 km²), Isla del Rosario, Isla Remolinos y las Islas Sebaldes (33 km²) que se encuentran a unos 40 km de Gran Malvina.
Las islas principales al suroeste de Gran Malvina incluyen a Isla de Goicoechea (22 km²), Isla San José (265 km²), Isla San Rafael (48 km²) e Isla Staats. El grupo de islas que están separadas de Lafonia por el Canal Águila incluyen la Isla Águila (51 km²), e Isla Jorge (24 km²). Otras islas frente a la costa de Lafonia incluyen isla Isla María (21 km²), Isla de los Leones Marinos, Isla Bougainville (56 km²), Isla Pelada. Además, Isla Beauchene, un afloramiento rocoso se encuentra a unos 60 km de la costa de Lafonia.
Muchas de las islas son reservas naturales, ya sea en su totalidad o en parte.

### Fondo del mar
La Plataforma Patagónica, que en tiempos geológicos antiguos formaba parte de Gondwana y que se separó de lo que ahora es África, se desplazó hacia el oeste en relación con África. Ahora es la plataforma continental más ancha del mundo que cubre 1200,00 km².  
Salta unos 760 km hacia el Océano Atlántico Sur desde la costa patagónica y desciende suavemente hasta 200 m antes de caer; las Islas Malvinas se encuentran a dos tercios del camino a lo largo de esta protrusión. La base de la meseta está a unos 100 m por debajo del nivel del mar al oeste de las islas (a 400 km de la costa patagónica), descendiendo a 200 m al este de las islas donde cae hacia el Atlántico Sur. La meseta de las Malvinas, un tramo de aguas un poco menos profundo se encuentra al este inmediato de las Islas Malvinas.

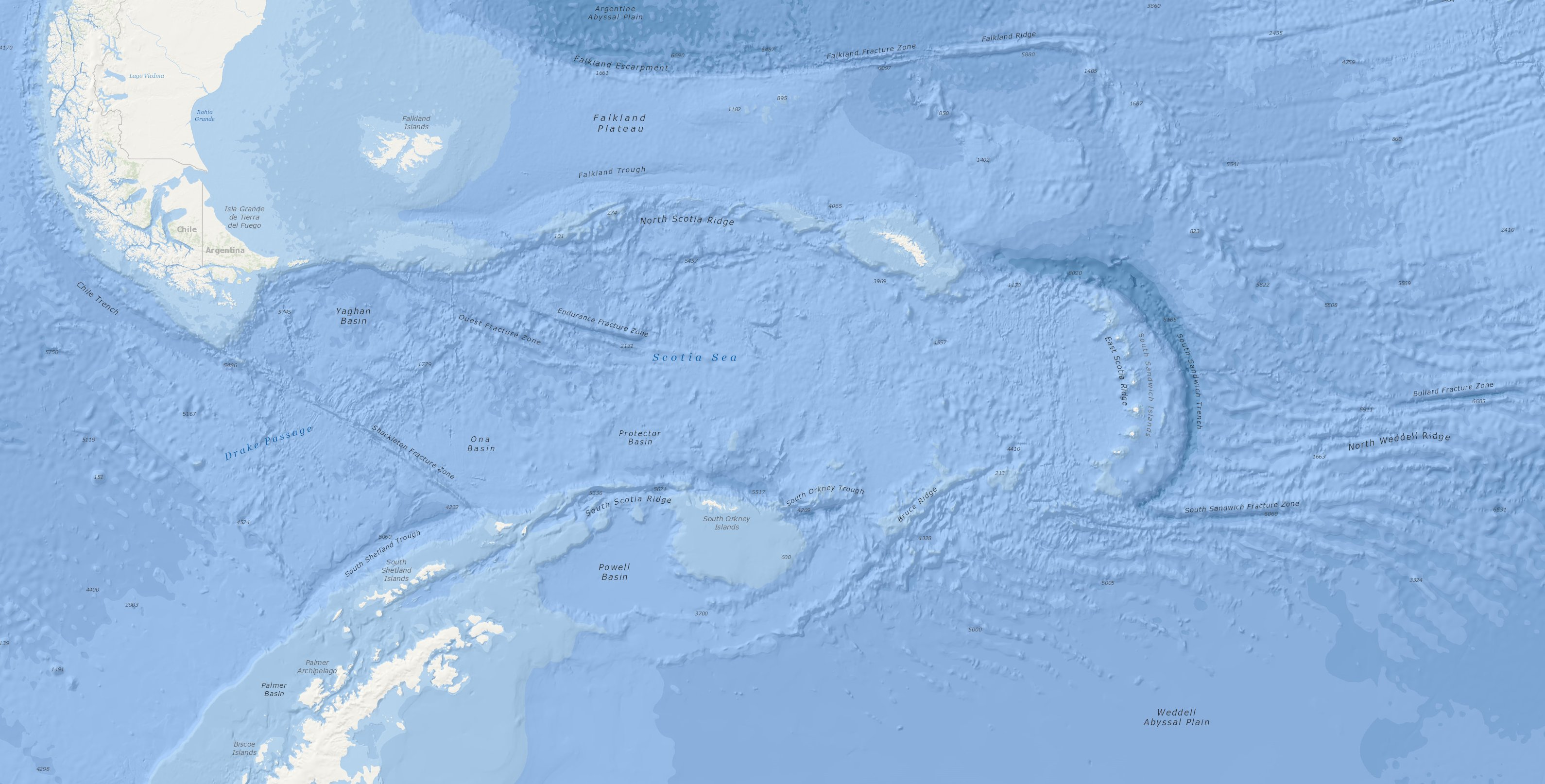
Batimetría de la meseta de Arcia Arc y Malvinas.

Al sur inmediato de las islas, la Meseta de las Malvinas está dividida en dos por un valle submarino que separa la meseta propiamente dicha del Arco de las Antillas Australes - una cresta submarina que une a Tierra del Fuego con el Banco Burdwood (donde el agua tiene solo 20 m de profundidad) y, más adelante en el Océano Atlántico / Gran Océano Austral, con una serie de islas que incluyen Islas Orcadas del Sur, Islas Sandwich del Sur y Islas Georgias del Sur.
Las licencias para cosechar la gran variedad de peces que viven en el estante proporcionan una importante fuente de ingresos para las islas, al igual que la licencia de exploración petrolera.